# Liste von Persönlichkeiten der Stadt New Westminster
Diese Liste zählt Personen auf, die in der kanadischen Stadt New Westminster geboren wurden oder durch ihr lebenslanges Engagement innerhalb der Stadt eine besondere Bedeutung für sie haben.

## Söhne und Töchter der Stadt New Westminster
Folgende Persönlichkeiten sind in New Westminster geboren. Die Auflistung erfolgt chronologisch nach Geburtsjahr.

### 1861–1900
- Josephine Crease (1864–1947), Malerin
- Richard McBride (1870–1917), Politiker, Premierminister der Provinz British Columbia und Rechtsanwalt
- Fred Hume (1892–1967), Lacrossespieler, Unternehmer, Politiker, sowie Fußball-, Lacrosse- und Eishockeyfunktionär
- A. R. McCabe (1896–1985), Politiker und Vizegouverneur des US-Bundesstaates Idaho
- Joan Peebles (1899–1991), Sängerin (Alt)

### 1901–1930
- Sheila Watson (1909–1998), Schriftstellerin, Kritikerin, Verlegerin und Dozentin
- Raymond Burr (1917–1993), Theater-, Fernseh- und Filmschauspieler
- Patricia Jones (1930–2000), Leichtathletin

### 1931–1950
- Robert Langlands (* 1936), Mathematiker
- John McInnes (* 1939), Skispringer
- Terry David Mulligan (* 1942), Schauspieler und Moderator
- Reid Anderson (* 1949), Tänzer und Ballettdirektor
- Bill Mahony (* 1949), Schwimmer
- Michael Francis Kolarcik (* 1950), Exeget

### 1951–1960
- James Brander (* 1953), Wirtschaftswissenschaftler und Hochschullehrer
- Robert Brent Thirsk (* 1953), Astronaut
- Mike Reno (* 1955), Musiker und Sänger
- Doug Berry (* 1957), Eishockeyspieler
- Paul Steele (* 1957), Ruderer
- Ryan Walter (* 1958), Eishockeyspieler, -trainer und -funktionär sowie Autor
- Dave Steen (* 1959), Zehnkämpfer
- Bruce Mandeville (* 1960), Vielseitigkeitsreiter

### 1961–1970
- Glen Foll (* 1962), Eishockeyspieler
- Nicholas Lea (* 1962), Schauspieler
- James Marshall (* 1962), Fernsehregisseur und Produzent
- Kevin Tyler (* 1963), Bobfahrer
- Brent Hughes (* 1966), Eishockeyspieler und -trainer
- Pamela Rai (* 1966), Schwimmerin
- Patrick Gallagher (* 1968), Schauspieler
- Terry Yake (* 1968), Eishockeyspieler und -trainer

### 1971–1980
- Aaron Douglas (* 1971), Schauspieler
- Devin Townsend (* 1972), Sänger, Gitarrist, Songwriter und Produzent
- Nathan LaFayette (* 1973), Eishockeyspieler
- Greg Moore (1975–1999), Autorennfahrer
- Colin Forbes (* 1976), Eishockeyspieler
- Sonya Jeyaseelan (* 1976), Tennisspielerin
- Brendan Fehr (* 1977), Schauspieler
- Krista Guloien (* 1980), Ruderin

### 1981–1990
- Neil Grayston (* 1981), Schauspieler
- Katie Thorlakson (* 1985), Fußballspielerin
- Alexz Johnson (* 1986), Sängerin, Songwriterin und Schauspielerin
- Michael Mason (* 1986), Leichtathlet
- Kylla Sjoman (* 1987), Fußballspielerin
- Elli Terwiel (* 1989), Skirennläuferin
- Kyle Turris (* 1989), Eishockeyspieler

### 1991–2000
- Jianna Ballard (* 1993), Schauspielerin
- Shane Hanna (* 1994), Eishockeyspieler
- Jake Virtanen (* 1996), Eishockeyspieler
- Kristina Walker (* 1996), Ruderin
- Ty Schultz (* 1997), Eishockeyspieler
- Kaila Butler (* 1998), Hammerwerferin
- Nina Schultz (* 1998), Siebenkämpferin
- Grace Fetherstonhaugh (* 2000), Hindernisläuferin

### Nach 2000
- Megan Charpentier (* 2001), Schauspielerin
- Genea Charpentier (* 2003), Schauspielerin
- Eliza Faria (* 2004), Schauspielerin

### Geburtsjahr unbekannt
- David Lyle (* ?), Schauspieler, Schauspiellehrer, Synchronsprecher und Kurzfilmschaffender

## Personen mit Beziehung zu New Westminster
- Jeronim Isidor Chimy (1919–1992), Bischof der ukrainisch griechisch-katholischen Eparchie New Westminster
- Kenneth Nowakowski (* 1958), Bischof von New Westminster (2007–2020)